# Vertrag von Ripen
Der Vertrag von Ripen begründete 1460 die Personalunion zwischen Dänemark und den zuvor schauenburgischen Territorien Schleswig und Holstein. Um seine Wahl zum Landesherrn zu erreichen, musste der dänische König Christian I. der Ritterschaft bedeutsame Privilegien zugestehen. Die spätere Bezeichnung Ripener Privileg seitens der Ritterschaft betonte deren Sonderstellung gegenüber dem Landesherrn.

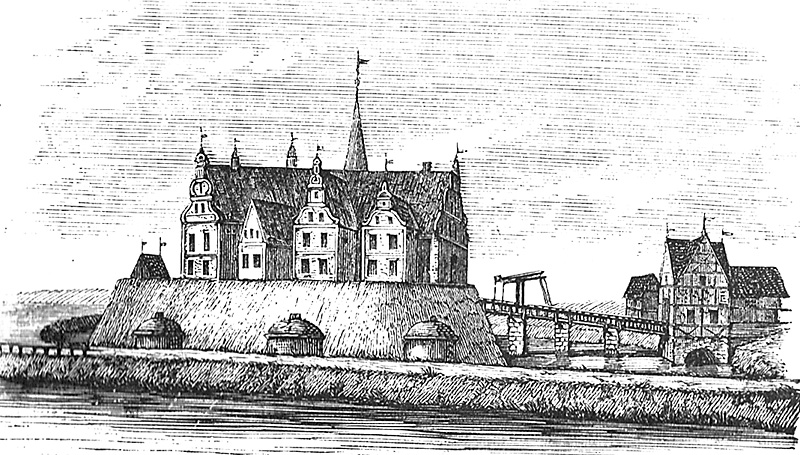
Das königliche Schloss Riberhus in Ripen (um 1550)

Zur königlichen Handfeste vom 5. März 1460, ausgestellt als Wahlkapitulation in Ripen, kam als zweiter Vertragstext die Kieler Huldigungskapitulation vom 4. April 1460, die sogenannte Tapfere Verbesserung. Zusammen begründeten diese Urkunden eine gemeinsame Landesherrschaft über Schleswig und Holstein und schufen einen Landfrieden.
Der Vertrag von Ripen verlor seine unmittelbare Gültigkeit mit dem Tod Christians I. (1481), die niedergelegten Grundgedanken wirkten jedoch fort. Die in Teilen separatistische schleswig-holsteinische Bewegung widersetzte sich im 19. Jahrhundert mit Verweis auf den Vertrag von Ripen dänischen Plänen zu einer Herauslösung Schleswigs und dessen Eingliederung in das Königreich.

## Geschichte
Graf Adolf VIII. von Holstein und Stormarn – zugleich Herzog von Schleswig – hinterließ bei seinem Tod am 4. Dezember 1459 keinen unmittelbaren Erben, der Herrschaftsrechte in beiden Gebieten beanspruchen konnte. Da das Herzogtum Schleswig ein dänisches Lehen war, war der nächste potenzielle Erbe (legitimer kognatischer Erbe gemäß dänischem Erbrecht) sein Schwestersohn König Christian I. von Dänemark, der zugleich selbst der Lehnsherr war. Die Grafschaften Holstein und Stormarn hingegen waren deutsche Lehen, so dass hier Graf Otto II. Adolfssohn (* 1400, † 1464) von Schauenburg und Holstein zu Pinneberg nach Salischem Recht der Erbe war. Lehnsherren der Holsteiner Grafen waren ursprünglich die Herzöge von Sachsen gewesen, nach der Auflösung des Stammesherzogtums dessen Lehnsherren, die römisch-deutschen Könige. Doch Kaiser Friedrich III. hielt sich hier völlig heraus.

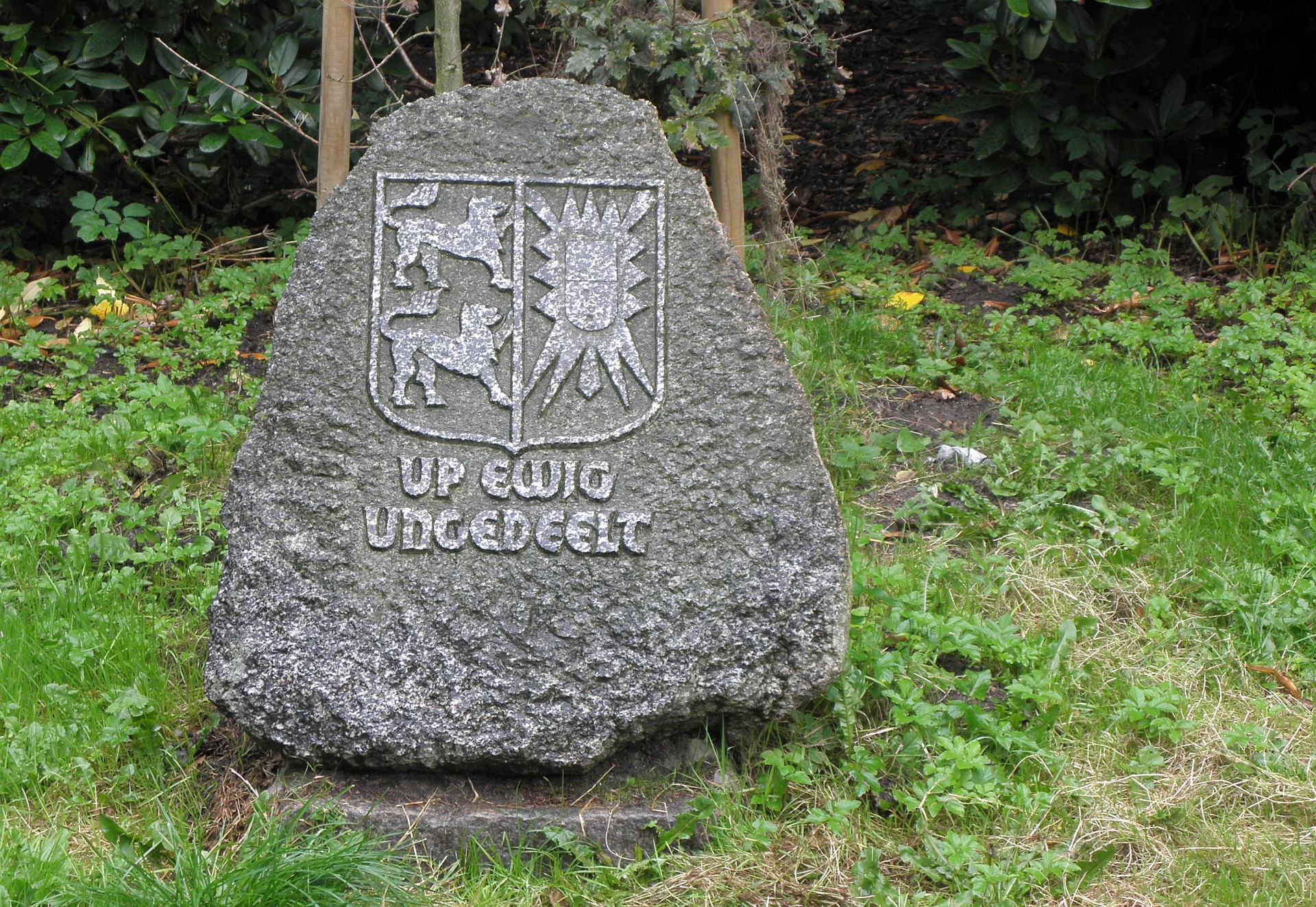
Gedenkstein im Liliencronpark in Hamburg-Rahlstedt: Up ewig ungedeelt

Die in den drei Landen ansässige und eng miteinander verbundene Schleswig-Holsteinische Ritterschaft übernahm nun die Initiative. Sie war an einer dauerhaften Regelung interessiert und wollte neue Konflikte und den Verlust ihrer Pfandgüter vermeiden.
Die letzte schauenburgische Linie Holstein-Pinneberg, vertreten durch Otto II., war von der Erbfolge in Schleswig ausgeschlossen (Schleswig unterlag als dänisches Lehen einem anderen Erbrecht) und kam daher aus Sicht der Ritterschaft nicht in Frage. König Christian I. von Dänemark als Oldenburger und Neffe des Verstorbenen schien für die Ritterschaft und Prälaten der Länder der richtige Kandidat zu sein. Längst hatte sich der holsteinische Adel der Lande vereinigt und war auch in Dänemark mit großen Gütern vertreten. Die Verbindung Schleswigs, Holsteins, Stormarns und Dänemarks unter einem Herrscher war zudem gut geeignet, um ein Wiederaufflammen des Konflikts verschiedener Mächte zwischen Ost- und Nordsee zu verhindern. Christian berief 1460 eine Versammlung in Ripen ein, auf der er am 2. März entgegen dem Salischen Recht zum Herrscher beider Gebiete gewählt wurde. Am 5. März wurde daraufhin der Wahlvertrag (Handfeste) von Ripen aufgesetzt, in dem etliche Gesetze und Verordnungen für seine Königszeit festgeschrieben wurden. In der wohl bekanntesten, aus dem Kontext gerissenen Passage heißt es über die Ritterschaft in Schleswig und Holstein: „dat se bliven ewich tosamende ungedelt“ (dass sie ewig ungeteilt zusammen bleiben). Gemeint war damit, dass keine Fehde zwischen ihnen herrschen möge.
Den Ständen ging es um stabile Verhältnisse. Der Vertrag von Ripen setzte nicht nur einen dauerhaften Schlusspunkt unter die Konflikte zwischen dänischem Königshaus und holsteinischen Grafen. Vor allem ging es ihnen darum, Konflikte zwischen den Herrschern zu verhindern und ihre Beteiligung an der Landesherrschaft abzusichern. Die Unteilbarkeit der beiden Herzogtümer war für die Ritter auch insoweit von Belang, als viele von ihnen in beiden Herzogtümern Besitz hatten. Spätere Interpretationen stellen den Punkt einer Vermeidung von Teilungen in den Mittelpunkt der Betrachtungen. Dies erfüllte sich hingegen nur teilweise, denn die Ständemacht unterlag schon bald der aufstrebenden Fürstenmacht. Es gab sowohl in Holstein und Stormarn sowie in Schleswig eine Tradition der Teilung beziehungsweise der Errichtung von Sekundogenituren, wie es im Deutschen Reich üblich war. Bereits 1490 kam es zur ersten Aufteilung Schleswigs und des 1474 ebenfalls zum Herzogtum erhobenen Holstein. Diese Teilung zwischen Christians Söhnen König Hans und Herzog Friedrich wurde mit der Thronbesteigung des Letzteren zwar wieder hinfällig, und auch die Teilung zwischen diesem und dessen Sohn Christian 1523 hatte nur bis zum nächsten Thronwechsel Bestand. Hingegen hatte die Landesteilung zwischen Christian III. und seinen Halbbrüdern Johann dem Älteren und Adolf I. 1544 langfristige Konsequenzen, ebenso die Teilungen von 1564 und 1581. Die Besitzungen des Adels und der Geistlichkeit blieben immerhin von den Teilungen ausgenommen und wurden von den Landesherren formell gemeinsam regiert.

## Die Position der Hansestädte Lübeck und Hamburg
Die norddeutschen Städte der Hanse hatten an diesem Ergebnis aus handelspolitischen Gründen kein Interesse und versuchten, diese Lösung schon im Vorfeld diplomatisch zu unterlaufen. Sie wurden jedoch nicht gehört. Nach dem Vertragsschluss unterblieb eine weitere Opposition, da die Städte mit König Christian zunächst im Einvernehmen erträgliche Geschäfte machen konnten und sie wegen seiner schwachen Finanzlage und Abhängigkeit davon ausgingen, dass er die eingeräumten Privilegien nicht in Frage stellen würde.

## Im Zeitalter der Nationalstaaten
Erst im 19. Jahrhundert erhielt der Ripener Vertrag neue Bedeutung, als der Historiker und Sekretär der Ritterschaft Friedrich Christoph Dahlmann ihn zu einer Art Grundgesetz nicht nur für die Stände, sondern für die Herzogtümer als Ganzes erklärte. Angesichts des aufkeimenden nationalen Gegensatzes zwischen Deutsch und Dänisch entfaltete der bis dahin fast vergessene Vertrag ungeahnte Sprengkraft, da die Ritterschaft und bald auch weite Teile der ursprünglich liberalen schleswig-holsteinischen Bewegung ihn als „historisch verbrieftes Recht“ ansahen. Die Erbansprüche des Herzogs Christian August von Augustenburg verstärkten dies zusätzlich. Das politische Schlagwort „Up ewig ungedeelt“ (auf ewig ungeteilt) wurde 1841 von dem schleswig-holsteinisch gesinnten Apenrader Arzt August Wilhelm Neuber aufgegriffen und instrumentalisierte den Ripener Vertrag zusätzlich im Sinne einer Loslösung Schleswigs und Holsteins von Dänemark.
Doch auch auf dänischer Seite entwickelte sich eine Bewegung, bei der die Forderungen nach politischer Liberalisierung bald vor der nationalen Thematik in den Hintergrund gerieten. Die Eiderdänen beriefen sich auf die ursprüngliche Zugehörigkeit und bestehende Lehensverbindung Schleswigs zu Dänemark und forderten das gesamte Herzogtum Schleswig als Teil eines künftigen dänischen Nationalstaats. Beide Seiten ignorierten damit die Realitäten in dem sprachlich und kulturell gemischten Land. 1848 führten die Spannungen schließlich zum Bürgerkrieg, 1864 zum Ende des Gesamtstaats unter der dänischen Krone.
Obwohl die königliche Handfeste von Ripen schon wenige Jahrzehnte nach ihrer Abfassung immer mehr ausgehöhlt und durch neue Ordnungen ersetzt wurde, konnte sie im 19. Jahrhundert zu einem Mythos werden. Dieser Mythos vom Ripener Vertrag als einem „schleswig-holsteinischen Grundgesetz“ hielt sich in Schleswig-Holstein noch bis weit über die Mitte des 20. Jahrhunderts hinaus. Erst seit einer Dekade wird der Vertrag wieder nüchterner als eine wichtige historische Übereinkunft beurteilt. Nicht die Unteilbarkeit Schleswigs und Holsteins wird als wichtigster Aspekt angesehen, sondern die Schaffung eines Landfriedens und einer gemeinsamen Landesherrschaft.